# 扬州网
扬州网，是一家由中共扬州市委宣传部和扬州报业集团联合主办的新聞網站。

## 沿革
2008年6月20日起運行，是由原“今日扬州网”(?-2008)和“扬州新闻网”（2004年5月1日-2008年）重组而成。
国家一类新闻网站。
2012年起与《扬州日报》全方位融合，又同时整合《扬州晚报》、《扬州时报》的新闻资源。

## 引用文獻
1. 1 2 3  . 扬州网.   [2020-05-12]. （原始内容存档于2014-07-23）.
2. 1 2  . 扬州网.   [2020-05-12]. （原始内容存档于2021-03-14）.